# Balbinos (kommun)
Balbinos är en kommun i Brasilien.   Den ligger i delstaten São Paulo, i den södra delen av landet, 700 km söder om huvudstaden Brasília. Antalet invånare är 3 932.
Följande samhällen finns i Balbinos:
- Balbinos

Omgivningarna runt Balbinos är huvudsakligen savann. Runt Balbinos är det glesbefolkat, med 15 invånare per kvadratkilometer.